# Харш Кумар Джейн
Харш Кумар Джейн (англ. Harsh Kumar Jain) — індійський дипломат. Надзвичайний і Повноважний Посол Індії в Україні (з 2 червня 2022).

## Життєпис
Закінчив машинобудівний факультет в Університеті Раджастана та отримав диплом з промислової інженерії в Індійському технологічному інституті в Нью-Делі.
Працював асистентом професора машинобудування в Раджанському технічному університеті. З 1993 року на дипломатичній службі, працював в дипломатичних місіях Індії в Росії (1995—1996), в Києві (1996—1998) працював другим секретарем з економічних питань Посольства Індії в Україні, Санкт-Петербурзі (1999—2002), Лондоні (2004—2007), Катманду (2007—2011).
У 2002—2004 рр. — займався питаннями допомоги Індії у відбудові Афганістану.
У 2011—2014 рр. — очолював відділ електронного урядування та інформаційних технологій.
У 2012—2013 рр. — був членом Групи урядових експертів ООН з питань розвитку інформації та телекомунікацій у контексті міжнародної безпеки.
У 2014—2017 рр. — Надзвичайний і Повноважний Посол Індії в Казахстані.
У 2017—2018 рр. — Надзвичайний і Повноважний Посол Індії в Словаччині.
У 2019—2020 рр. — працював у відділі глобального управління нерухомістю МЗС Індії в Делі.
У 2020—2021 рр. — керівник відділу МЗС Індії з питань Ініціативи країн Бенгальського залива по Багатогалузевій техніко-економічній кооперації (BIMSTEC) та Асоціації регіонального співробітництва Південної Азії (SAARC).
22 листопада 2021 року призначений Надзвичайним і Повноважним Послом Індії в Україні.
5 квітня 2022 року очолив Посольство Індії в Києві.
2 червня 2022 року вручив вірчі грамоти Президенту України Володимиру Зеленському.